# Escorailles
Escorailles település Franciaországban, Cantal megyében. Lakosainak száma 83 fő (2022. január 1.). Escorailles Ally és Le Vigean községekkel határos.

## Népesség
A település népességének változása:
| Lakosok száma | 100  | 98   | 83   | 72   | 77   | 77   | 79   | 83   | 84   | 83   |
|               | 1968 | 1982 | 1990 | 2006 | 2013 | 2015 | 2017 | 2019 | 2020 | 2022 |